# Мвезі III
Мвамі Мвезі III Ндагушимій — король Бурунді з 1709 до 1739 року.